# Oxyrhachis balanites
Oxyrhachis balanites är en insektsart som beskrevs av Boulard 1979. Oxyrhachis balanites ingår i släktet Oxyrhachis och familjen hornstritar. Inga underarter finns listade i Catalogue of Life.